# Roadracing-VM 1963

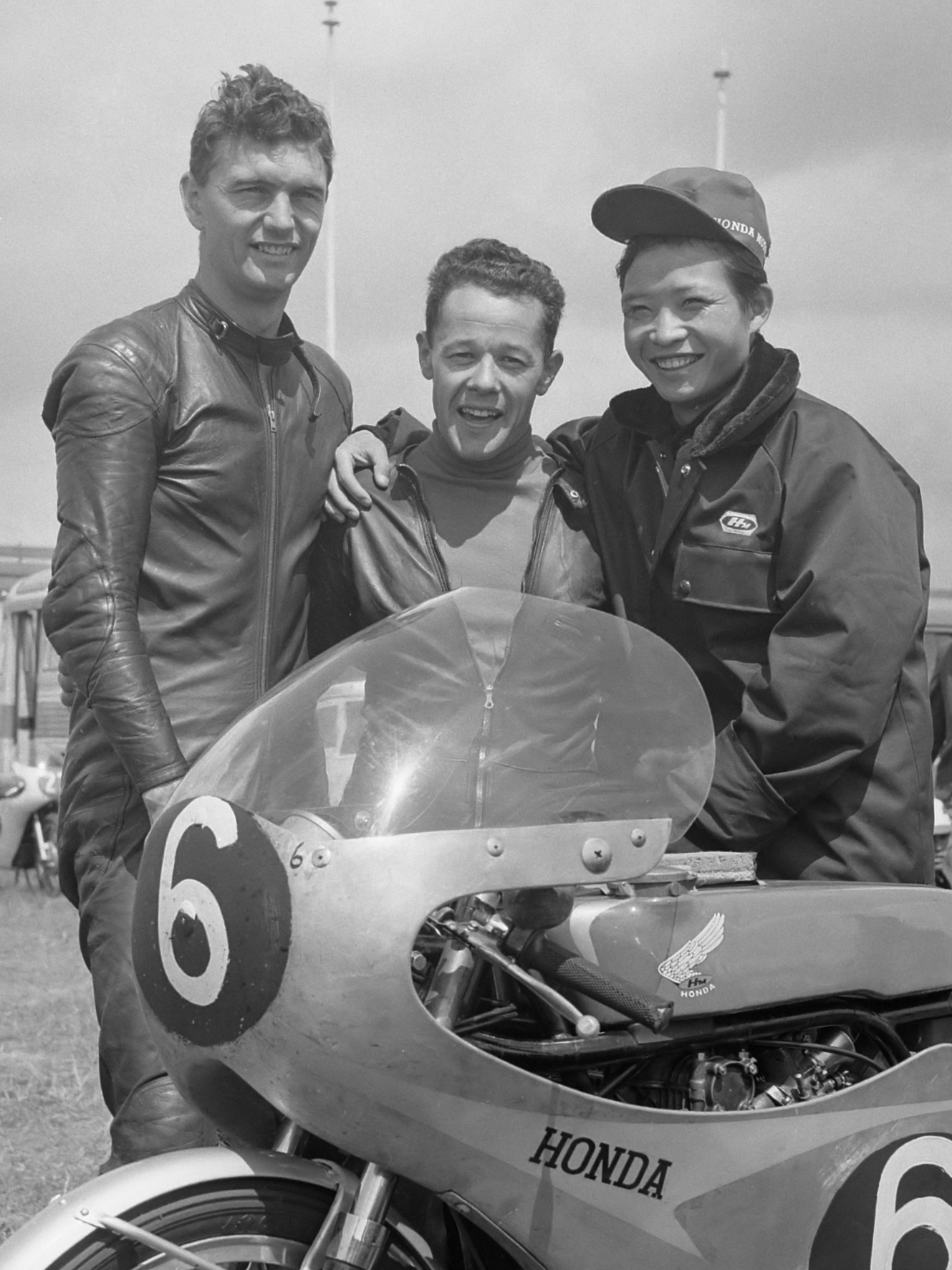
Jim Redman, Luigi Taveri och Kunimitsi Takahashi inför tävlingarna i Assen.

Världsmästerskapen i Roadracing 1963 arrangerades  av F.I.M. Säsongen bestod av tolv Grand Prix i sex klasser: 500cc, 350cc, 250cc, 125cc, 50cc och Sidvagnar 500cc. Den inleddes 6 maj med Spaniens Grand Prix och avslutades med Japans Grand Prix den 10 november.
| Klass   | Mästare individuellt   | Mästare konstruktörer |
| ------- | ---------------------- | --------------------- |
| 500GP   | Mike Hailwood          | MV Agusta             |
| 350GP   | Jim Redman             | Honda                 |
| 250GP   | Jim Redman             | Honda                 |
| 125GP   | Hugh Anderson          | Suzuki                |
| 50GP    | Hugh Anderson          | Suzuki                |
| Sidvagn | Max Deubel/Emil Hörner | BMW                   |

## Säsongen i sammanfattning
Mike Hailwood försvarade sin VM-titel i 500-klassen för MV Agusta efter sju Grand Prix-segrar. I 350-klassen försvarade Hondas världsmästare Jim Redman titeln före Hailwood. Redman vann även 250-klassen efter fem GP-segrar, endast två poäng före Tarquinio Provini på en Moto Morini. 
Suzukis fabriksförare Hugh Anderson från Nya Zeeland vann både 125 cc och 50cc.

## 1963 års Grand Prix-kalender
Japans Grand Prix gjorde debut som VM-deltävling 1963.
| Omgång | Datum | Grand Prix     | Bana                   | Segrare 50cc         | Segrare 125cc  | Segrare 250cc      | Segrare 350cc | Segrare 500cc | Segrare Sidvagn      |
| ------ | ----- | -------------- | ---------------------- | -------------------- | -------------- | ------------------ | ------------- | ------------- | -------------------- |
| 1      | 6/5   | Spanien        | Montjuïc               | Hans-Georg Anscheidt | Luigi Taveri   | Tarquinio Provini  |               |               | Deubel / Hörner      |
| 2      | 26/5  | Västtyskland   | Hockenheimring         | Hugh Anderson        | Ernst Degner   | Tarquinio Provini  | Jim Redman    |               | Camathias/Herzig     |
| 3      | 2/6   |                | Circuit de Charade     | Hans-Georg Anscheidt | Hugh Anderson  | Inställt pga dimma |               |               | Inställt pga dimma   |
| 4      | 12/6  | Isle of Man TT | Mountain course        | Mitsuo Itoh          | Hugh Anderson  | Jim Redman         | Jim Redman    | Mike Hailwood | Camathias/Herzig     |
| 5      | 29/6  | TT Assen       | TT Circuit Assen       | Ernst Degner         | Hugh Anderson  | Jim Redman         | Jim Redman    | John Hartle   | Deubel / Hörner      |
| 6      | 7/7   | Belgien        | Spa                    | Isao Morishita       | Bert Schneider | Fumio Ito          |               | Mike Hailwood | Scheidegger/Robinson |
| 7      | 10/8  | Ulster         | Dundrod Circuit        |                      | Hugh Anderson  | Jim Redman         | Jim Redman    | Mike Hailwood |                      |
| 8      | 18/8  | Östtyskland    | Sachsenring            |                      | Hugh Anderson  | Mike Hailwood      | Mike Hailwood | Mike Hailwood |                      |
| 9      | 1/9   | Finland        | Tammerfors             | Hans-Georg Anscheidt | Hugh Anderson  |                    | Mike Hailwood | Mike Hailwood |                      |
| 10     | 15/9  | Nationernas GP | Monza                  |                      | Luigi Taveri   | Tarquinio Provini  | Jim Redman    | Mike Hailwood |                      |
| 11     | 6/10  | Argentina      | Autódromo Buenos Aires | Hugh Anderson        | Jim Redman     | Tarquinio Provini  |               | Mike Hailwood |                      |
| 12     | 10/11 | Japan          | Suzuka Circuit         | Luigi Taveri         | Frank Perris   | Jim Redman         |               |               |                      |

### Poängräkning
De sex främsta i varje race fick poäng enligt tabellen nedan. De sju bästa resultaten räknades i mästerskapen för 125cc, de sex bästa för 250cc, de fem bästa resultaten räknades för 50cc, 350cc och 500cc och de fyra bästa resultaten för sidvagnarna.
| Plats | 1 | 2 | 3 | 4 | 5 | 6 |
| ----- | - | - | - | - | - | - |
| Poäng | 8 | 6 | 4 | 3 | 2 | 1 |